# Luis Blanes
Luis Blanes Arques (Rubielos de Mora, Provincia de Teruel, 1929 - Valencia, 19 de noviembre de 2009) fue un compositor y musicólogo español. A lo largo de su vida compaginó la labor de compositor con la actividad docente, fue catedrático de Contrapunto y Fuga en el Conservatorio de Sevilla, ciudad en la que residió entre 1967 y 1980, y catedrático de Armonía en el conservatorio de Valencia desde 1980 hasta 1994. Pertenecía a la generación de compositores valencianos de los años 1930, la cual estableció un puente entre los compositores nacionalistas y la música contemporánea. Era miembro de la Academia de Bellas Artes de San Carlos y fue distinguido con el nombramiento de doctor honoris causa por la Universidad de Valencia. Es autor de unas 200 obras, muchas de ellas para agrupaciones corales, también obras para órgano, composiciones instrumentales y canciones.

## Biografía
Aunque nacido en Rubielos de Mora (Teruel), muy pequeño se trasladó a Alcoy. Realizó sus estudios musicales en el conservatorio de Valencia, donde se tituló en piano, composición e instrumentación, también realizó estudios de Filosofía y Letras. Recibió una beca de la Fundación Santiago Lope para ampliación de estudios en el Conservatorio Superior de Música de París con Madame Simone Ple. Ingresó muy joven en la orden franciscana, primero en el convento de Benisa y más tarde en el Colegio de San Antonio de Padua en Carcagente, institución franciscana donde se incorporó en 1955. Tras desligarse de la orden, ganó en 1967 por oposición la plaza de profesor de armonía en el Conservatorio de Sevilla, en esta ciudad dio clases en el Colegio de San Francisco de Paula, donde impartió música y formó un coro de voces blancas. En 1980 regresó a Valencia, haciéndose cargo de la cátedra de armonía en el conservatorio de esta ciudad, permaneciendo en el puesto hasta su jubilación en 1994.

## Selección de obras

### Orquestales
- Cantata a la Historia de la Humanidad (Coro y Orquesta).
- Mater Dolorosa.
- Sant Josep se fa vellet (Coro y Orquesta).
- Música para vientos y percusión.
- Mirábilis Deus. (Orquesta y coro)
- Homenaje a Benifairó.
- Música per a un aniversari.

### Vocales
- Nana del negrito excluido (soprano y piano).
- Almotamid.

## Publicaciones
- Luis Blanes Arques: Personalidad del Padre Vicente Pére-Jorge a través de su música y de sus escritos. Facultad de Filosofía y Letras de la Universidad de Valencia. 2001. ISBN 8449021677
- Luis Blanes Arques: Teoría y práctica de la Armonía Tonal, 1A parte: El acorde de tres sonidos. Edición Real Musical.
- Luis Blanes Arques: Teoría y práctica de la Armonía Tonal, 1A parte: Realizaciones. Edición Real Musical. 208 p. ISBN 8438704379
- Luis Blanes Arques: Teoría y práctica de la Armonía Tonal, 2A parte: Realizaciones - Los acordes de cuatro y cinco sonidos. Edición Real Musical.
- Luis Blanes Arques: Teoría y práctica de la Armonía Tonal, 2A parte: Téoria y práctica - Los acordes de cuatro y cinco sonidos. Edición Real Musical. 235 p. ISBN 8438703186
- Luis Blanes Arques: Teoría y práctica de la Armonía Tonal, 3A parte: Téoria y práctica. Edición Real Musical.
- Luis Blanes Arques: Teoría y práctica de la Armonía Tonal, 3A parte: Realizaciones - Las notas de adorno. Edición Real Musical.
- Luis Blanes Arques: Teoría y práctica de la Armonía Tonal, 4A parte: Téoria y práctica. Edición Real Musical.
- Luis Blanes Arques: Teoría y práctica de la Armonía Tonal, 4A parte: Realizaciones. Edición Real Musical.
- Luis Blanes Arques: La mirada de Theodor Adorno, músico, compositor y poeta sobre Gustav Mahler, músico, compositor y poeta - Memoria del curso académico 1993-1994. Real Academia de Cultura Valenciana. Valencia.